# Edward Nicholas Kendall
Pour les articles homonymes, voir Kendall.
Edward Nicholas Kendall, né le 3 octobre 1800 à Pelyn (près de Lostwithiel) et mort le 12 février 1845 à Southampton, est un hydrographe et navigateur britannique.
Kendall est le premier Européen à apercevoir Wollaston Land.

## Biographie
Entré dans la Royal Navy le 26 octobre 1814 après des études à la Royal Naval Academy, il sert à Sal (Cap-Vert) (1819).
Avec George Francis Lyon sur le Griper, en 1824, il traverse la péninsule de Melville en Arctique puis, l'année suivante, est engagé par John Franklin comme midshipman lors d'une expédition avec John Richardson et George Back à l'est de la rivière Coppermine. Durant cette expédition, il est le premier à voir le Wollaston Land.
Promu lieutenant en 1827, recommandé par la Royal Geographical Society, il devient second de Henry Foster sur le Chanticleer et explore avec lui les Shetland du Sud où il débarque en 1829. Il y étudie le magnétisme et analyse la gravité autour du volcan Deception. Il publie dès 1831 ses premières cartes des Shetland du Sud et de l'archipel Palmer.
Démissionnant de la marine en 1838, il devient gestionnaire de l'immigration en Australie. En 1845, il est nommé superintendant de la Peninsula and Oriental Steam Company.

## Publication
- 1842 : Remarks on steam communication between England and Australasia: As combined with a system of weekly communication between the colonies of Australasia

## Hommages
Il est mentionné par Jules Verne au sujet de ses voyages dans les mers polaires dans son roman Le Sphinx des glaces (partie 1, chapitre III).
Kendall Island (en) dans le delta du Mackenzie, le cap Kendall (rivière Coppermine) et Kendall Rocks (en) dans l'archipel Palmer, ont été nommés en son honneur.